# العلاقات الأفغانية الليبية
العلاقات الأفغانية الليبية هي العلاقات الثنائية التي تجمع بين أفغانستان وليبيا.

## مقارنة بين البلدين
هذه مقارنة عامة ومرجعية للدولتين:
| وجه المقارنة                                              | أفغانستان                    | ليبيا                                       |
| --------------------------------------------------------- | ---------------------------- | ------------------------------------------- |
| المساحة (كم2)                                             | 652.23 ألف                   | 1.76 مليون                                  |
| عدد السكان (نسمة)                                         | 34.94 مليون                  | 6.37 مليون                                  |
| الكثافة السكانية (ن./كم²)                                 | 53.57                        | 3.62                                        |
| العاصمة                                                   | كابل                         | طرابلس                                      |
| اللغة الرسمية                                             | اللغة البشتوية، اللغة الدرية | اللغة العربية، اللغة العربية الفصحى الحديثة |
| العملة                                                    | أفغاني                       | دينار ليبي                                  |
| الناتج المحلي الإجمالي (بليون دولار)                      | 20.82 مليار                  | 50.98 مليار                                 |
| الناتج المحلي الإجمالي (تعادل القوة الشرائية) بليون دولار | 62.62 مليار                  | 69.32 مليار                                 |
| الناتج المحلي الإجمالي الاسمي للفرد دولار أمريكي          | 594                          |                                             |
| الناتج المحلي الإجمالي للفرد دولار أمريكي                 | 1.93 ألف                     | 15.60 ألف                                   |
| مؤشر التنمية البشرية                                      | 0.479                        | 0.724                                       |
| رمز المكالمات الدولي                                      | +93                          | +218                                        |
| رمز الإنترنت                                              | .af                          | .ly                                         |
| المنطقة الزمنية                                           | ت ع م+04:30                  | ت ع م+02:00، توقيت شرق أوروبا               |

## منظمات دولية مشتركة
يشترك البلدان في عضوية مجموعة من المنظمات الدولية، منها:
| علم المنظمة | اسم المنظمة                        | تاريخ انضمام أفغانستان | تاريخ انضمام ليبيا |
| ----------- | ---------------------------------- | ---------------------- | ------------------ |
|             | مؤسسة التنمية الدولية              | 2 فبراير 1961          | 1 أغسطس 1961       |
|             | يونسكو                             | 4 مايو 1948            | 27 يونيو 1953      |
|             | وكالة ضمان الاستثمار متعدد الأطراف | 16 يونيو 2003          | 5 أبريل 1993       |
|             | الأمم المتحدة                      | 19 نوفمبر 1946         | 14 ديسمبر 1955     |
|             | الاتحاد البريدي العالمي            | ?                      | ?                  |
|             | البنك الدولي للإنشاء والتعمير      | 14 يوليو 1995          | 17 سبتمبر 1958     |
|             | منظمة التعاون الإسلامي             | ?                      | ?                  |
|             | منظمة حظر الأسلحة الكيميائية       | ?                      | ?                  |
|             | مؤسسة التمويل الدولية              | 23 سبتمبر 1957         | 18 سبتمبر 1958     |
|             | الاتحاد الدولي للاتصالات           | 12 أبريل 1928          | 3 فبراير 1953      |
|             | منظمة الشرطة الجنائية الدولية      | ?                      | ?                  |

## وصلات خارجية
- موقع وزارة الخارجية الأفغانية
- موقع وزارة الخارجية الليبية